# Real Sociedad de Zacatecas
El Real Sociedad Deportiva de Zacatecas fue un equipo de fútbol mexicano que jugó en la Primera División 'A' de México. Tuvo como sede la ciudad de Zacatecas, Zacatecas.

## Historia
El Real Sociedad Deportiva de Zacatecas fue un equipo de la Primera División 'A' de México que tuvo como sede el Estadio Francisco Villa en la ciudad de Zacatecas, Zacatecas.
El equipo vio la luz en 1996 y cuatro meses de su fundación logró llegar a la semifinal del Invierno 1996 frente al Atlético Hidalgo.
En el Invierno 1997 el equipo consiguió llegar a la final del torneo la cual perdieron frente al entonces equipo de la Primera División 'A', los Tuzos del Pachuca, por un marcador global de 2:1.
Posteriormente, en 1999 organizaría la primera edición de la Copa Corona donde se enfrentaba a equipos de primera división nacional organizando también este torneo en los años 2000, 2001 y 2002. Ese mismo año, en el Invierno 1999, la Real Sociedad logró llegar nuevamente hasta la semifinal cayendo frente al cuadro de Irapuato.
Para el 2000, en el Invierno 2000, la Real Sociedad de Zacatecas alcanzó los cuartos de final donde fue derrotado por los Gallos de Aguascalientes, lo que provocó una violenta riña en el Estadio Francisco Villa de Zacatecas, lo que causó una muy fuerte sanción de veto a dicha sede.
El equipo desaparece en 2003 por desacuerdos y malos manejos administrativos por parte del Grupo Modelo y del Gobierno de Ricardo Monreal, la franquicia de traslada a la ciudad de Altamira, Tamaulipas para convertirse en los Estudiantes de Altamira que terminaría descendiendo y finalmente desaparecería.

### Refundación
En 2012, la Real Sociedad formó parte de la United Premier Soccer League (UPSL). Sin embargo, para no tener complicaciones legales, se hicieron unas pequeñas modificaciones en el nombre del club, así como en el diseño del escudo.

## Rivalidad
Jugaba el Superclásico del Ascenso contra los también ya desaparecidos Gallos de Aguascalientes. Esta "guerra deportiva" despertaba en los hinchas de ambos equipos una gran pasión desmedida, debido a la gran rivalidad regional de ambas ciudades, que solo están separadas por 110 km de distancia.

## Marcas Patrocinadoras
- 1996 Jima

- 1996 Marval

- 1997 Marval

- 1997 Afghans

- 1997-1998 Joma

- 1998-2002 Corona Sports

- 2002-2003 Atletica

## Palmarés
| Competición Nacional | Títulos | Subtítulos    |
| -------------------- | ------- | ------------- |
| Ascenso MX (0/1)     |         | Invierno 1997 |